# Абдулвасиев, Абдулло
Абдулло Абдулвасиев (5 апреля 1922, кишлак Кузибеги, Бухарская Народная Советская Республика — 19 мая 1968, Орджоникидзеабад, Таджикская ССР) — советский таджикский партийный и государственный деятель. Участник Великой Отечественной войны. Член ВКП(б) с 1944 года. Герой Социалистического Труда (1957). Член центрального комитета коммунистической партии Таджикистана, на протяжении шести созывов был депутатом Верховного Совета Таджикской ССР.

## Биография
Абдулло Абдулвасиев родился 5 апреля 1922 года в кишлаке Кузибеги, Бухарская Народная Советская Республика, ныне —Таджикистан. В 1939 году окончил педагогическое училище  (Орджоникидзеабадский район, Сталинабадская область) и начал работать. 
В декабре 1941 года был призван в Красную Армию, с декабря следующего года участвовал в боях Великой Отечественной войны с декабря 1942 года. С 1944 года член ВКП(б), к концу войны был имел звание красноармейца и занимал должность телефониста 5-й батареи 2-го дивизиона 215-го гвардейского пушечного полка 9-й гвардейской пушечной артиллерийской бригады 7-й артиллерийской дивизии прорыва. Во время Будапештской операции был удостоен ордена Красной Звезды и трёх медалей «За отвагу».
В 1946 году занял должность директора машинно-тракторной станции имени Орджоникидзе, затем занимался партийной работой. Последовательно был инструктором и секретарём Орджоникидзеабадского районного комитета КП Таджикистана. В 1954 году «за достигнутые успехи в развитии сельского хозяйства» Абдулло был удостоен медали «За трудовую доблесть». В 1955 году занял должность председателя исполнительного комитета Орджоникидзеабадского районного Совета депутатов трудящихся, во время нахождения на этом посту, который он занимал до 1961 года, Абдулвасиев занимался развитием хлопководческих хозяйств.
Указом Президиума Верховного Совета СССР «О присвоении звания Героя Социалистического Труда колхозникам, колхозницам, работникам машинно-тракторных станций, партийным и советским работникам Таджикской ССР» от 17 января 1957 года «за выдающиеся успехи, достигнутые в деле развития советского хлопководства, широкое применение достижений науки и передового опыта в возделывании хлопчатника и получение высоких и устойчивых урожаев хлопка-сырца» Абдулвасиев получил звание Героя Социалистического Труда с вручением ордена Ленина и золотой медали «Серп и Молот».
С 1961 года находился на должности директора Орджоникидзеабадской базы хлебопродуктов, затем, в 1965 году стал начальником отдела производства и заготовок Главного управления «Таджикплодоовощ» при Совете Министров Таджикской ССР. На протяжении шести созывов избрался депутатом в Верховный Совет Таджикской ССР, также был членом центрального комитета КП Таджикистана (1956—1961), депутатом Верховного Совета Таджикской ССР шести созывов.
Абдулло Абдулвасиев погиб во время «исполнения служебных обязанностей» 19 мая 1968 года.

## Награды
Абдулло Абдулвасиев был удостоен следующих наград и званий:
- Звание Герой Социалистического Труда (Указ Президиума Верховного Совета СССР от 17 января 1957) — «за выдающиеся успехи, достигнутые в деле развития советского хлопководства, широкое применение достижений науки и передового опыта в возделывании хлопчатника и получение высоких и устойчивых урожаев хлопка-сырца»;

- Золотая медаль «Серп и Молот» (17 января 1957 — № 7073);
- Орден Ленина (17 января 1957 — № 305252);

- Орден Красной Звезды (25 февраля 1945);
- 3 медали «За отвагу» (17 октября 1944, 5 ноября 1944 и 31 декабря 1944);
- Медаль «За трудовую доблесть» (27 октября 1954);
- Медаль «За взятие Будапешта»;
- медали ВДНХ СССР.